# Моимако
Моимако (итал. Moimacco) је насеље у Италији у округу Удине, региону Фурланија-Јулијска крајина.
Према процени из 2011. у насељу је живело 1292 становника. Насеље се налази на надморској висини од 115 м.

## Становништво
Према резултатима пописа становништва 2011. у општини је живело 1.648 становника.
| 1951. | 1961. | 1971. | 1981. | 1991. | 2001. | 2011. |
| ----- | ----- | ----- | ----- | ----- | ----- | ----- |
| 1.224 | 1.039 | 963   | 1.289 | 1.408 | 1.557 | 1.648 |